# Сборная Бельгии по регби-7
Сборная Бельгии по регби-7 — национальная сборная Бельгии, представляющая эту страну на международных соревнованиях по регби-7. Команда участвует в розыгрышах чемпионата Европы, с 2008 года включительно выступила 7 раз в высшем дивизионе.
Высшее достижение сборной — 4-е место на чемпионате Европы 2022 года (в 2014 году она заняла 6-е место по итогам розыгрыша, дойдя до финала 1-го этапа чемпионата Европы в Лионе и проиграв Франции).
Сборная Бельгии не участвовала в чемпионатах мира, розыгрышах этапов Мировой серии или Олимпийских играх. В то же время в 2006 году на чемпионате мира по неолимпийским видам спорта в Севилье она заняла 6-е место, а в 2014 году на студенческом чемпионате мира по регби-7 в Бразилии вышла в финал.

## Тренеры
- Алан Уэллс (1996—2002)
- Тьерри Массинон (2005—2010)[4]
- Фредерик Коку (—2022)
- Крис Крэкнелл[англ.] (2022—н.в.)

## Чемпионаты Европы
| 2002   | Не участвовали                                            | Не участвовали                                            | Не участвовали                                            | Не участвовали                                            | Не участвовали                                            | Не участвовали                                            |
| 2003   | Не участвовали                                            | Не участвовали                                            | Не участвовали                                            | Не участвовали                                            | Не участвовали                                            | Не участвовали                                            |
| 2004   | Не участвовали                                            | Не участвовали                                            | Не участвовали                                            | Не участвовали                                            | Не участвовали                                            | Не участвовали                                            |
| 2005   | Не участвовали                                            | Не участвовали                                            | Не участвовали                                            | Не участвовали                                            | Не участвовали                                            | Не участвовали                                            |
| 2006   | Не участвовали                                            | Не участвовали                                            | Не участвовали                                            | Не участвовали                                            | Не участвовали                                            | Не участвовали                                            |
| 2007   | Не участвовали                                            | Не участвовали                                            | Не участвовали                                            | Не участвовали                                            | Не участвовали                                            | Не участвовали                                            |
| 2008   | Матч за 11-е место                                        | 12-е                                                      |                                                           |                                                           |                                                           |                                                           |
| 2009   | Не участвовали в финальной части                          | Не участвовали в финальной части                          | Не участвовали в финальной части                          | Не участвовали в финальной части                          | Не участвовали в финальной части                          | Не участвовали в финальной части                          |
| 2010   | Не участвовали в финальной части                          | Не участвовали в финальной части                          | Не участвовали в финальной части                          | Не участвовали в финальной части                          | Не участвовали в финальной части                          | Не участвовали в финальной части                          |
| / 2011 | Не участвовали в финальной части                          | Не участвовали в финальной части                          | Не участвовали в финальной части                          | Не участвовали в финальной части                          | Не участвовали в финальной части                          | Не участвовали в финальной части                          |
| / 2012 | Групповой этап                                            | 13-е                                                      |                                                           |                                                           |                                                           |                                                           |
| / 2013 | Не участвовали в финальной части                          | Не участвовали в финальной части                          | Не участвовали в финальной части                          | Не участвовали в финальной части                          | Не участвовали в финальной части                          | Не участвовали в финальной части                          |
| / 2014 | Финал Кубка                                               | 6-е                                                       |                                                           |                                                           |                                                           |                                                           |
| / 2015 | Финал Чаши                                                | 8-е                                                       |                                                           |                                                           |                                                           |                                                           |
| / 2016 | Финал Чаши                                                | 8-е                                                       |                                                           |                                                           |                                                           |                                                           |
| / 2017 | Финал Кубка вызова                                        | 10-е                                                      |                                                           |                                                           |                                                           |                                                           |
| / 2018 | Не участвовали, играли во 2-м дивизионе Трофи (2-е место) | Не участвовали, играли во 2-м дивизионе Трофи (2-е место) | Не участвовали, играли во 2-м дивизионе Трофи (2-е место) | Не участвовали, играли во 2-м дивизионе Трофи (2-е место) | Не участвовали, играли во 2-м дивизионе Трофи (2-е место) | Не участвовали, играли во 2-м дивизионе Трофи (2-е место) |
| / 2019 | Не участвовали, играли во 2-м дивизионе Трофи (3-е место) | Не участвовали, играли во 2-м дивизионе Трофи (3-е место) | Не участвовали, играли во 2-м дивизионе Трофи (3-е место) | Не участвовали, играли во 2-м дивизионе Трофи (3-е место) | Не участвовали, играли во 2-м дивизионе Трофи (3-е место) | Не участвовали, играли во 2-м дивизионе Трофи (3-е место) |
| 2020   | Турнир отменён                                            | Турнир отменён                                            | Турнир отменён                                            | Турнир отменён                                            | Турнир отменён                                            | Турнир отменён                                            |
| / 2021 | Не участвовали, играли во 2-м дивизионе Трофи (2-е место) | Не участвовали, играли во 2-м дивизионе Трофи (2-е место) | Не участвовали, играли во 2-м дивизионе Трофи (2-е место) | Не участвовали, играли во 2-м дивизионе Трофи (2-е место) | Не участвовали, играли во 2-м дивизионе Трофи (2-е место) | Не участвовали, играли во 2-м дивизионе Трофи (2-е место) |
| / 2022 | Матч за 3-е место                                         | 4-е место                                                 |                                                           |                                                           |                                                           |                                                           |

## Игроки прошлых лет

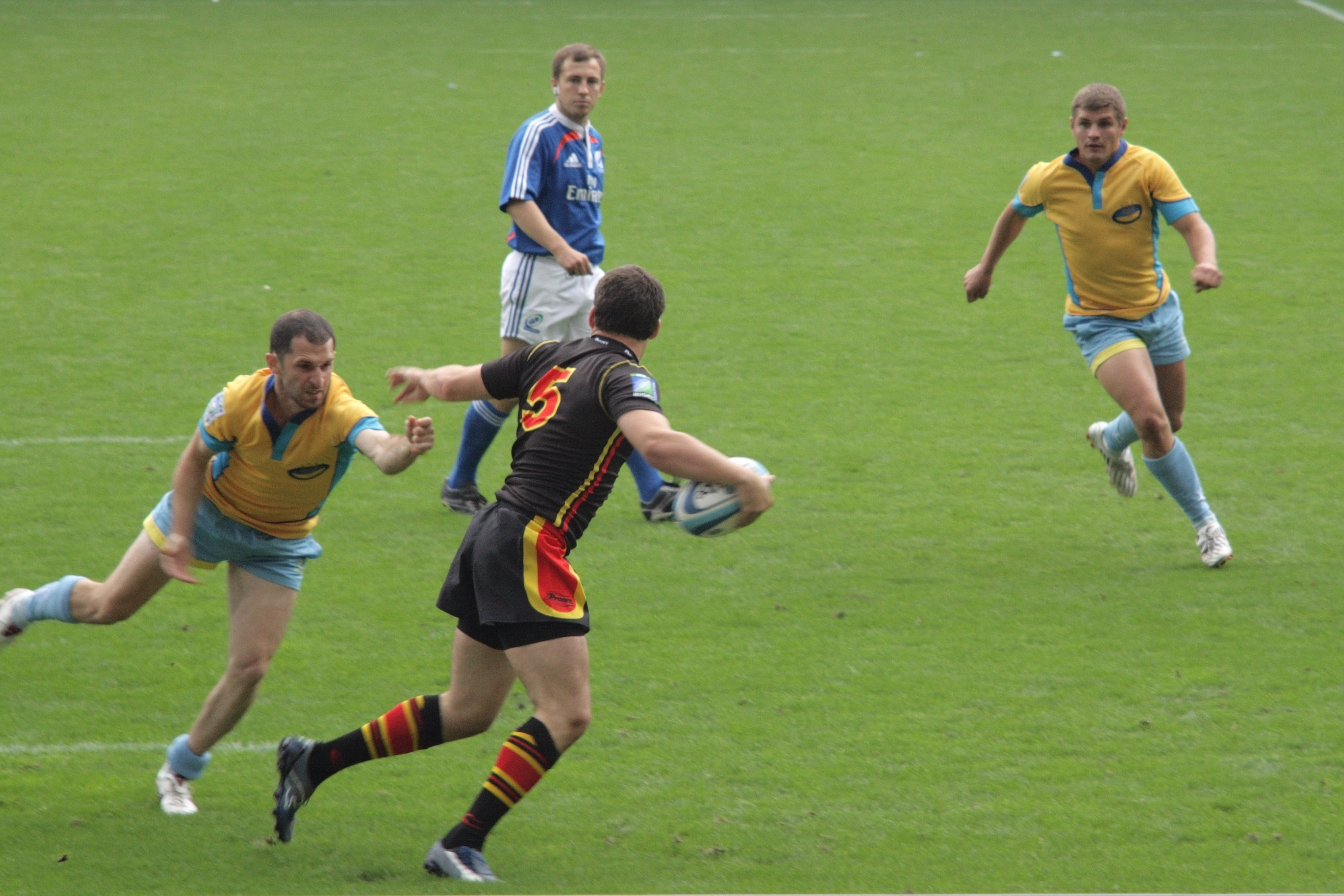
Матч чемпионата Европы 2008 года между Бельгией и Украиной: с мячом Кевин Уильямс

- Ги Жерар
- Бернар Денейер
- Иван Луйтен
- Ален Жерар
- Жан-Мишель де Меерсман
- Эрик Поскин
- Нил Массинон (игрок и тренер)
- Давид Немсадзе
- Йоханн Бомбертс
- Александр ван Пестель
- Матьё Версхельден
- Жюльен Бергер
- Винсент Харт[англ.]
- Йенс Торфс[англ.]
- Шарль Рейнерт
- Алан Уильямс[фр.]